# 370
370（三百七十、さんびゃくななじゅう）は自然数、また整数において、369の次で371の前の数である。

## 性質
- 370は合成数であり、約数は 1, 2, 5, 10, 37, 74, 185, 370 である。
  - 約数の和は684。
- 40番目の楔数である。1つ前は366、次は374。
  - 楔数がハーシャッド数になる14番目の数である。1つ前は322、次は399。
- 99番目のハーシャッド数である。1つ前は364、次は372。
  - 10を基としたとき3番目のハーシャッド数である。1つ前は280、次は460。
- 370 = 32 + 62 + 102 + 152
  - 4連続三角数の平方和で表せる2番目の数である。1つ前は146、次は802。
- 各位の和が10になる36番目の数である。1つ前は361、次は406。
- 370 = 33 + 73 + 03
  - 11番目のナルシシスト数である。１つ前は153、次は371。
  - 各桁の立方和が元の数になる3番目の数である。1つ前は153、次は371。(オンライン整数列大辞典の数列 A046197)
  - 370 = 33 + 73
    - 2つの正の数の立方数の和で表せる23番目の数である。1つ前は351、次は407。(オンライン整数列大辞典の数列 A003325)
    - 異なる2つの正の数の立方数の和で表せる18番目の数である。1つ前は351、次は407。(オンライン整数列大辞典の数列 A024670)
    - n = 3 のときの 3n + 7n の値とみたとき1つ前は58、次は2482。(オンライン整数列大辞典の数列 A074608)
- 370 = 32 + 192 = 92 + 172
  - 異なる2つの平方数の和で表せる112番目の数である。1つ前は369、次は373。(オンライン整数列大辞典の数列 A004431)
  - 2つの平方数の和2通りで表せる20番目の数である。1つ前は365、次は377。
- 370 = 12 + 122 + 152 = 82 + 92 + 152
  - 3つの平方数の和2通りで表せる91番目の数である。1つ前は360、次は373。(オンライン整数列大辞典の数列 A025322)
  - 異なる3つの平方数の和2通りで表せる72番目の数である。1つ前は361、次は373。(オンライン整数列大辞典の数列 A025340)
- 4つの平方数の和19通りで表せる最小の数である。次は402。
  - 4つの平方数の和 n 通りで表せる最小の数である。1つ前の18通りは423、次の20通りは330。(オンライン整数列大辞典の数列 A025416)

## その他 370 に関連すること
- 西暦370年
- 紀元前370年
- マレーシア航空370便は、2014年3月8日に消息を絶ち、その後、インド洋に墜落したと推定された事故。